# Max Valentiner

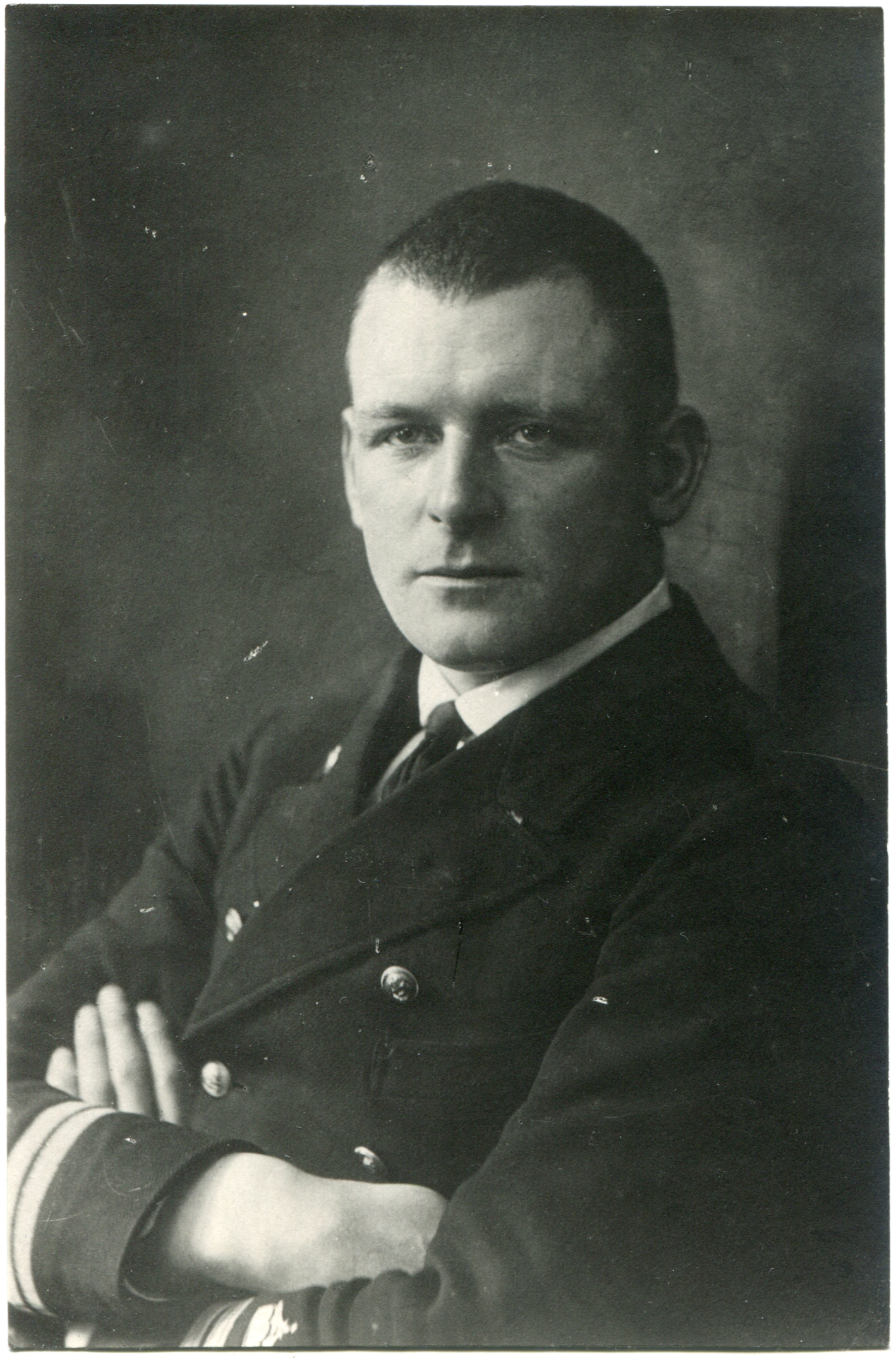
Max Valentiner

Max Valentiner (Mitte) mit seiner Mutter und seinem jüngeren Bruder Otto um 1902

Christian August Max Ahlmann Valentiner (* 15. Dezember 1883 in Tondern; † 19. Juli 1949 in Sønderborg) war ein hochdekorierter deutscher Marineoffizier und U-Boot-Kommandant im Ersten Weltkrieg.

## Leben

### Früheres Leben
Valentiner war der älteste Sohn des Diakons Otto Friedrich Valentiner und dessen Frau Mathilde Julie Olde. Er hatte noch zwei jüngere Schwestern und einen jüngeren Bruder Otto (1896–1918), der 1918 als Wachoffizier auf UC 79 fiel. Er verbrachte seine Schulzeit in Ketting und Augustenborg und machte in Sønderborg sein Abitur. Am 1. April 1902 trat Valentiner als Seekadett auf dem Segelschulschiff Moltke in die Kaiserliche Marine ein. Während der Grundausbildung rettete er am 15. August 1902 vor Swinemünde einen Schiffsjungen vor dem Ertrinken. Valentiner beendete 1903 erfolgreich seine Ausbildung auf der Hansa.
Am 29. September 1905 wurde er zum Leutnant zur See befördert und kam 1907 auf das Linienschiff Braunschweig. Ein Jahr später beförderte man ihn zum Oberleutnant zur See. Von 1908 bis 1910 war er Kompaniechef in der 1. Matrosen-Artillerie-Abteilung in Kiel. 1911 kam Valentiner als Bergungsoffizier auf das Spezialschiff Vulkan und war für das U-Boot-Abnahme-Kommando in Kiel verantwortlich. Ab dem 22. März 1914 wurde er zum Kapitänleutnant befördert, und neun Tage später wurde er Lehrer an der U-Boot-Schule in Kiel. Diese Position hatte er bis zum Ausbruch des Ersten Weltkrieges inne.

### Erster Weltkrieg
Sein erster Auftrag war es, mit U 3 russische Kriegsschiffe in der Ostsee zu versenken, doch das Unternehmen misslang. Daraufhin wurde er nach Kiel beordert, um vor dem Oberbefehlshaber der Ostsee, Großadmiral Prinz Heinrich von Preußen, die Probleme der Operation zu erklären. Anschließend wurde er Kommandant des neuen U-Boots U 38. Bis Ende März 1915 wurden einige Probleme am Dieselmotor und Reparaturen am U-Boot behoben, und zwischen den Reparaturen fanden vor der britischen Ostküste einige Übungsfahrten statt. Vom 20. Oktober bis zum 11. November 1915 fuhr U 38 im Mittelmeer. Dabei wurden 14 Schiffe mit 47.460 BRT versenkt. Am 8. November 1915 versenkte U 38 das italienische Passagierschiff Ancona; dabei kamen über 200 Menschen ums Leben. Am 30. Dezember 1915 wurde ohne Vorwarnung die Persia bei Kreta versenkt, wobei 343 Menschen starben. Am 15. September 1917 verließ Valentiner U 38 in Cattaro und übernahm am 22. September in Kiel das Kommando über den neuen U-Kreuzer U 157, das er bis zum 20. Juli 1918 innehatte. Valentiner unternahm mit U 157 die längste Fahrt eines U-Bootes im Ersten Weltkrieg, die vom 27. November 1917 bis zum 15. April 1918 insgesamt 139 Tage dauerte und während der sieben Schiffe mit einer Gesamttonnage von nur rund 10.000 t versenkt wurden. Im Jahr 1918 wurde er als Ausbilder zurück an die Marineschule in Kiel beordert. Valentiner versenkte während des Krieges insgesamt 142 Schiffe mit einer Tonnage von über 300.000 BRT und gilt damit als einer der erfolgreichsten U-Boot-Kommandanten der Seekriegsgeschichte.

### Nachkriegszeit
Nach dem Ende des Ersten Weltkriegs wurde Valentiner von den Siegermächten, Frankreich, Großbritannien und Italien, als Kriegsverbrecher angeklagt. Er floh nach Berlin, wo er aus der Liste der Marineoffiziere gelöscht wurde und eine neue Identität bekam. Als Karl Schmidt reiste er nach Ostpreußen, wo er einige Zeit in Kadinen lebte. Nachdem der Friedensvertrag von Versailles unterzeichnet worden und in Kraft getreten war, kehrte er nach Kiel zurück. Valentiner wurde entlastet und nachträglich zum Korvettenkapitän befördert.
Valentiner gründete eine Firma in Kiel, die mit Maschinen und Ersatzteilen handelte. Später wurde er Reeder und arbeitete für die Drägerwerke AG in Lübeck und für die Ardeltwerke AG in Eberswalde.

### Reaktivierung
Am 1. September 1934 wurde Valentiner in der Reichsmarine in seinem alten Dienstgrad reaktiviert und zunächst im Allgemeinen Marineamt des Reichswehrministeriums eingesetzt. Ab 1. Juni 1935 erfolgte seine Verwendung in der Statistischen Abteilung (BStat) im Oberkommando der Marine.
Im Januar 1940 übernahm Valentiner das Amt für die U-Boot-Abnahmekommission (UAK) in Kiel-Danzig, was er bis März 1945 innehatte. Er wurde am 1. Januar 1941 zum Kapitän zur See befördert. Am 31. März 1945 wurde er aus der Kriegsmarine entlassen.

### Tod
Max Valentiner starb am 19. Juli 1949 im Krankenhaus von Sønderborg an einer Lungenkrankheit, die er sich beim Einatmen der giftigen Dämpfe der Maschinen der ersten U-Boote (U 10 und U 3) zugezogen hatte.

## Auszeichnungen
- Preußische Rettungsmedaille am Bande im Jahre 1902
- Preußischer Kronenorden IV. Klasse im Jahre 1911
- Eisernes Kreuz (1914) II. und I. Klasse
- Ritterkreuz des Königlichen Hausordens von Hohenzollern mit Schwertern im Jahre 1916
- Pour le Mérite am 26. Dezember 1916

## Reportagen
- 1918: Mit Kapitänleutnant Max Valentiner an Bord eines Unterseekreuzers[1]
- 2003: n-tv Reportage: Jagd auf das Goldschiff des Empire – Mit Kapitänleutnant Max Valentiner an Bord eines Unterseekreuzers (1918)

## Schriften
- 300.000 Tonnen versenkt! – Meine U-Boots-Fahrten. Ullstein, Berlin / Wien 1917.
- U 38 – Wikingerfahrten eines deutschen U-Bootes. Ullstein, Berlin 1934.
- Der Schrecken der Meere – Meine U-Boot-Abenteuer. Amalthea-Verlag, Leipzig 1931.